# Gang Olsena znowu w akcji
Gang Olsena znowu w akcji (duń. Olsen-banden deruda', inne tłum. Gang Olsena uderza ponownie) – duński barwny film komediowy z 1977 roku, należący do serii filmowej Gang Olsena (dziewiąty film), będący kontynuacją filmu Gang Olsena wpada w szał z 1976 roku.

## Fabuła
Trzyosobowy kopenhaski gang Olsena wykonuje kolejny „skok”, nocne włamanie do sejfu firmy, która ma być pilnowana jedynie przez podeszłego wiekiem strażnika. Okazuje się, że strażnik został zmieniony przez młodego, jednak nieodpowiedzialnego, który śpi w pracy. Wnętrza budynku dodatkowo strzeże owczarek niemiecki. W czasie otwierania sejfu przez Egona kierowca Benny i otyły Kjeld wywołują takie zamieszanie, że budzi się strażnik. Jak zwykle Benny i Kjeld uciekają, a Egon trafia ponownie do swojego „starego” więzienia.
Po wyjściu Egona - eleganckiego przestępcy w starym stylu i miłośnika cygar - z więzienia nie czeka na niego jak zwykle zdezelowany samochód Chevrolet Bel Air z resztą gangu wewnątrz. Okazuje się, że Benny i Kjeld nawiązali współpracę z Georgiem, ich nowym szefem - siostrzeńcem gadatliwej Yvonne, żony Kjelda - przestępcą-specjalistą od komputerów i elektroniki, nieuznającego starych, mechanicznych rozwiązań gangu Olsena. Georg został wykształcony w Stanach Zjednoczonych i działa nowoczesnymi metodami. Benny i Kjeld przyjechali pod zakład karny razem z Georgiem, który porusza się nowoczesnym i zaawansowanym technicznie Citroënem CX Break.
Następnie w składzie czteroosobowym, pod kierownictwem Georga, wykonują nocne włamanie do biurowca firmy, które jednak nie udaje się, ponieważ Egon gwoździem tapicerskim sabotuje pracę elektroniki Georga. Georg zdegustowany wynikami pracy jego zespołu, wymawia im pracę, dzięki czemu Egon odzyskuje członków swego gangu i może zrealizować swój wielki „skok”. Egon przygotował jak zwykle precyzyjnie opracowany plan, po zrealizowaniu którego członkowie gangu Olsena mają stać się milionerami. Do jego realizacji potrzebne są różne przedmioty, które jak zwykle gang kradnie, m.in. okradając z monet pracownika, który wybiera je z parkometrów. Plan Egona opiera się na fakcie, że władze trzymają w magazynach 30 000 ton masła do sprzedaży tylko w EWG, czekając na wzrost cen. J.M.R. Holm Hansen Jr. zamierza wykonać „przekręt” z masłem, które kupi od niego Hallandsen i sprzeda do ZSRR za podwójną cenę. Przybywający do Danii Hallandsen przygotuje na zakup masła 10 mln dolarów, które zostaną „wyprane” w duńskim oddziale Banku Światowego. Hallandsen nie może występować oficjalnie, ponieważ jest przestępcą poszukiwanym przez duński wymiar sprawiedliwości.

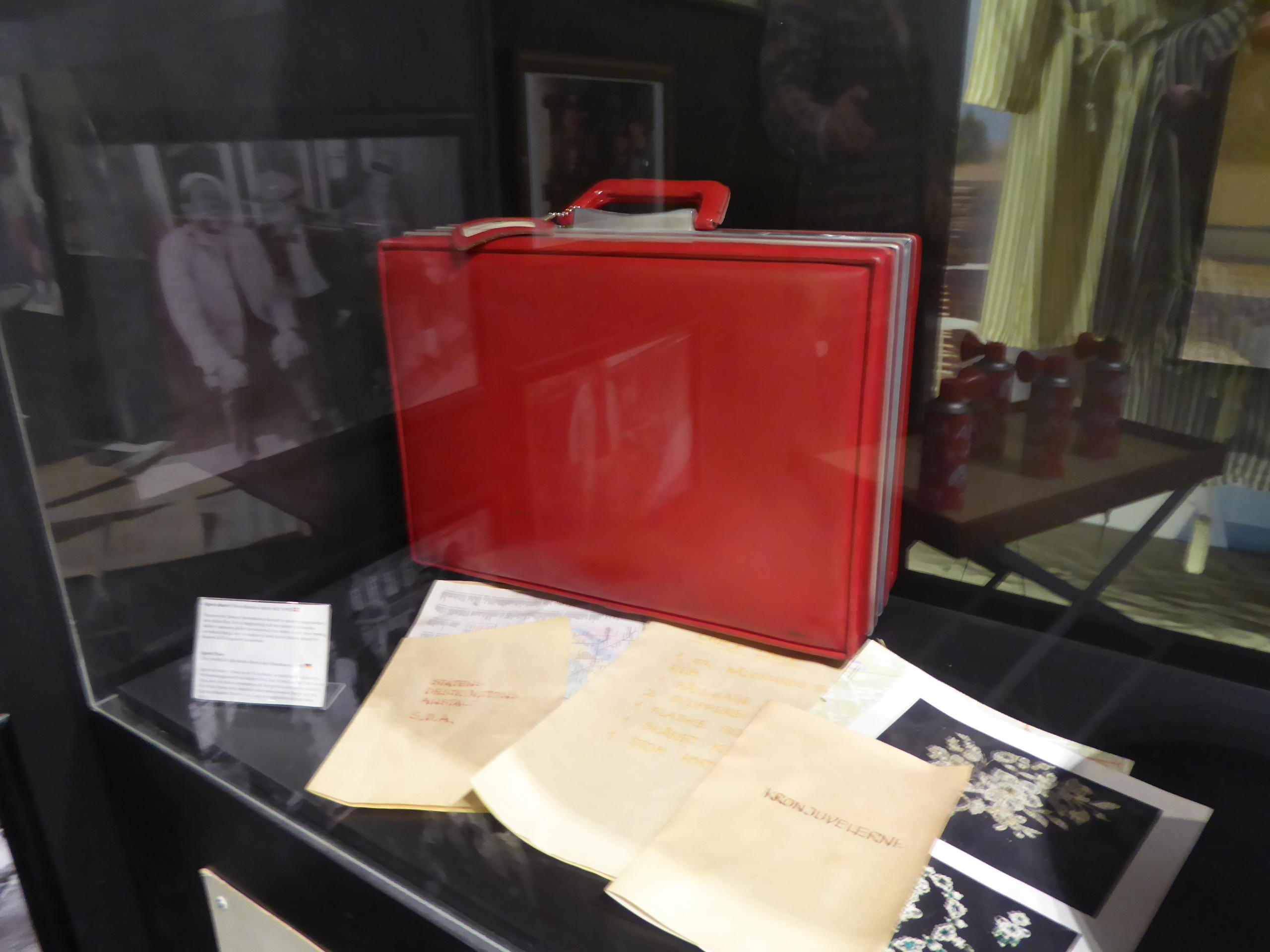
Czerwona walizka

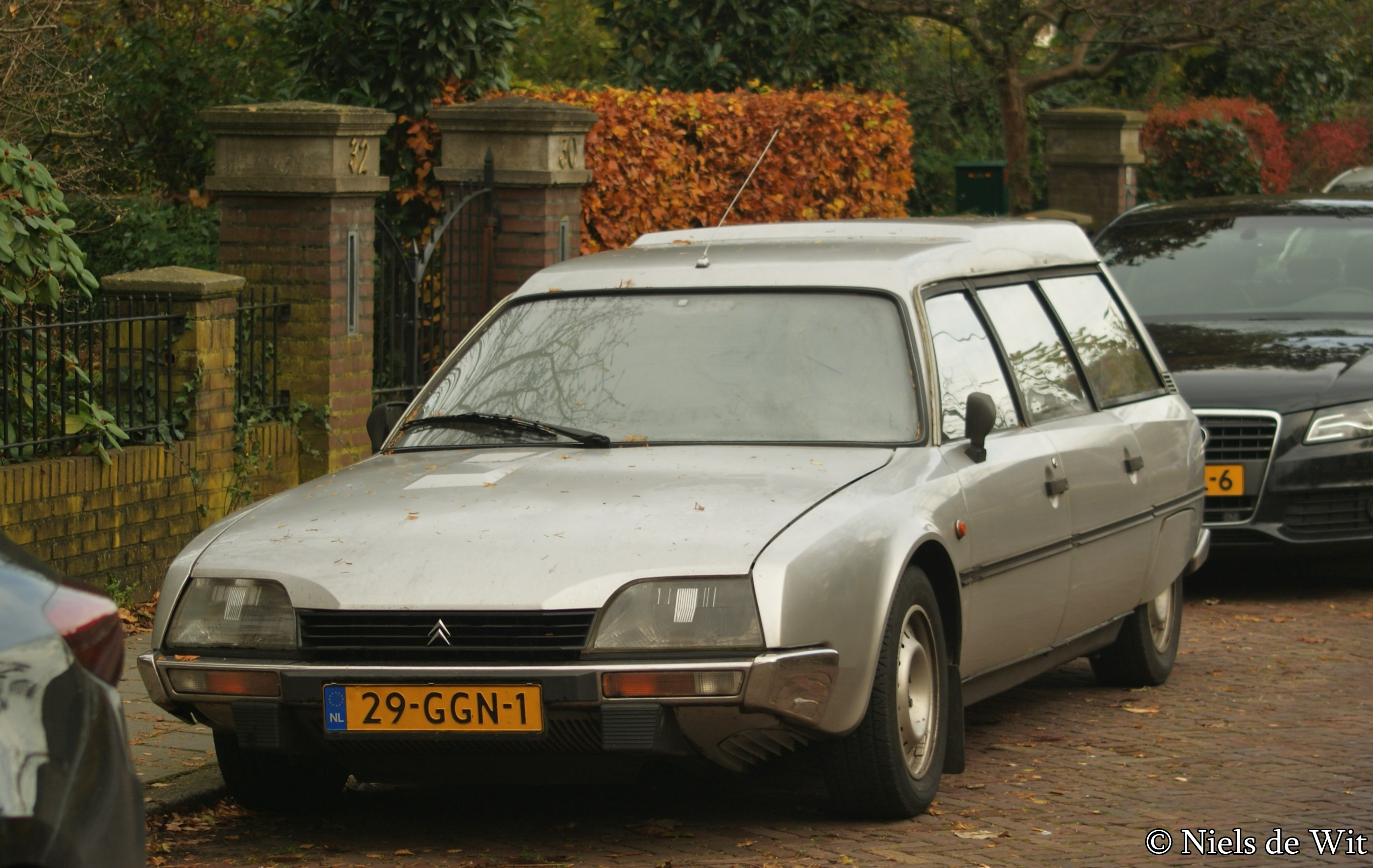
Citroën CX Break, taki samochód w filmie posiada Georg

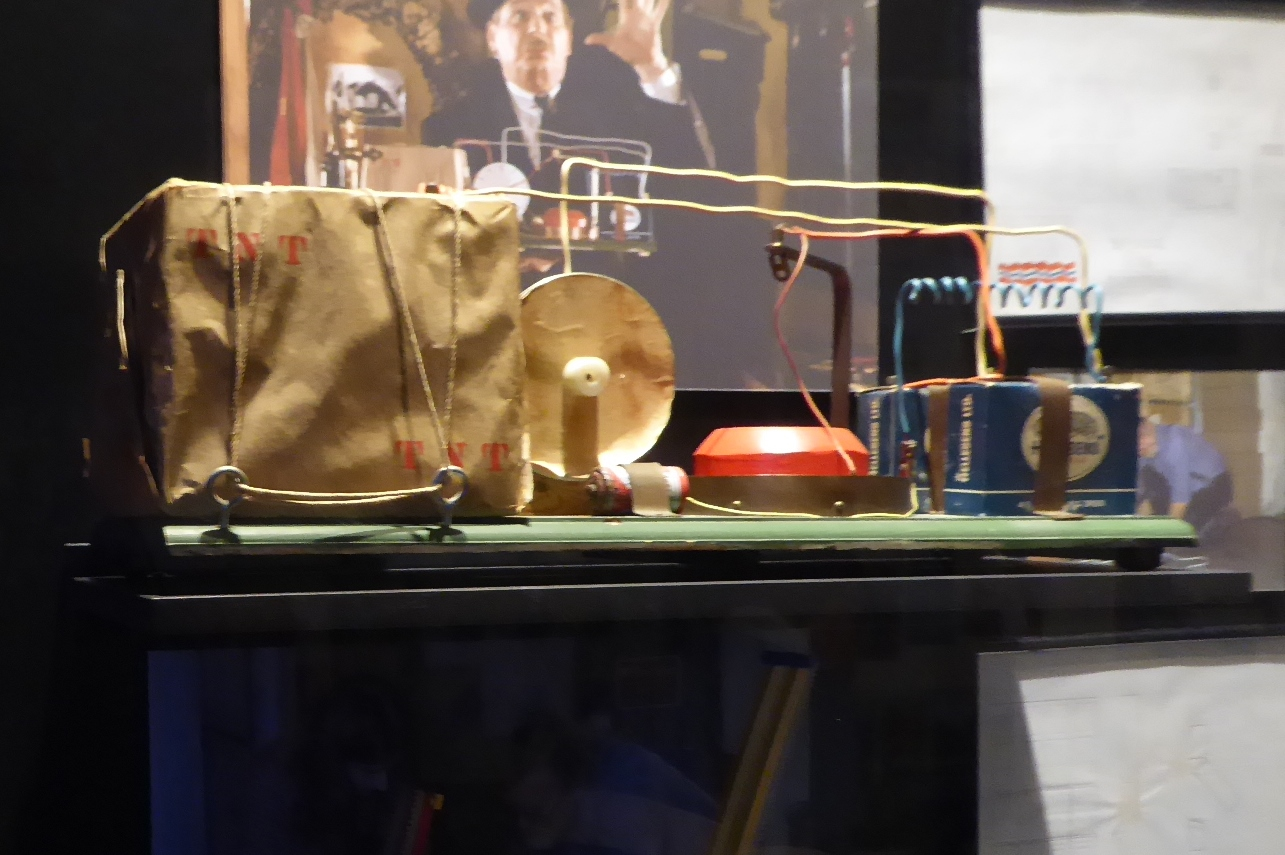
Bomba, którą w filmie Hansen z Bøffenem próbują wysadzić Olsena

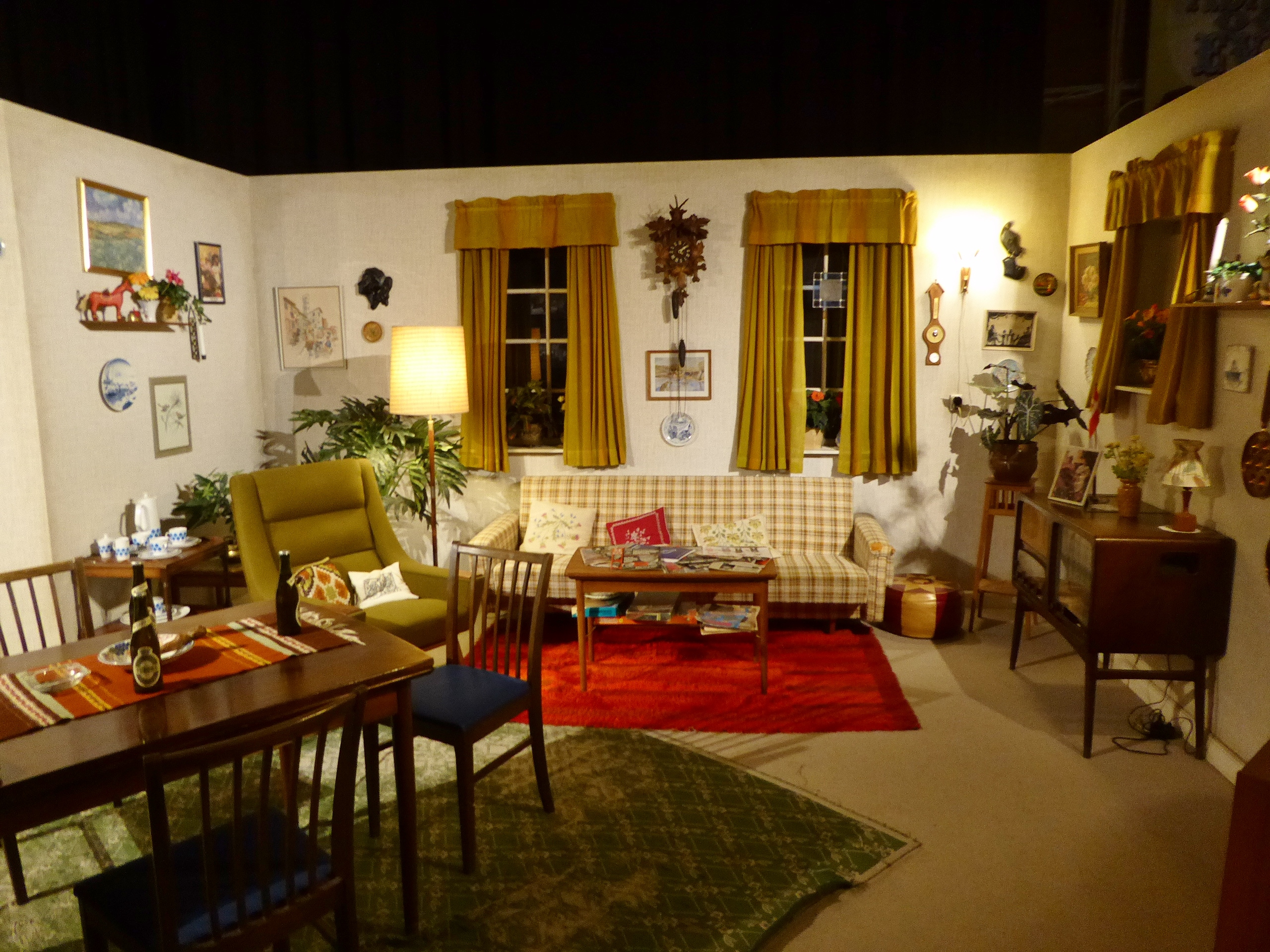
Inscenizacja mieszkania Jensenów, miejsca spotkań i narad członków gangu Olsena

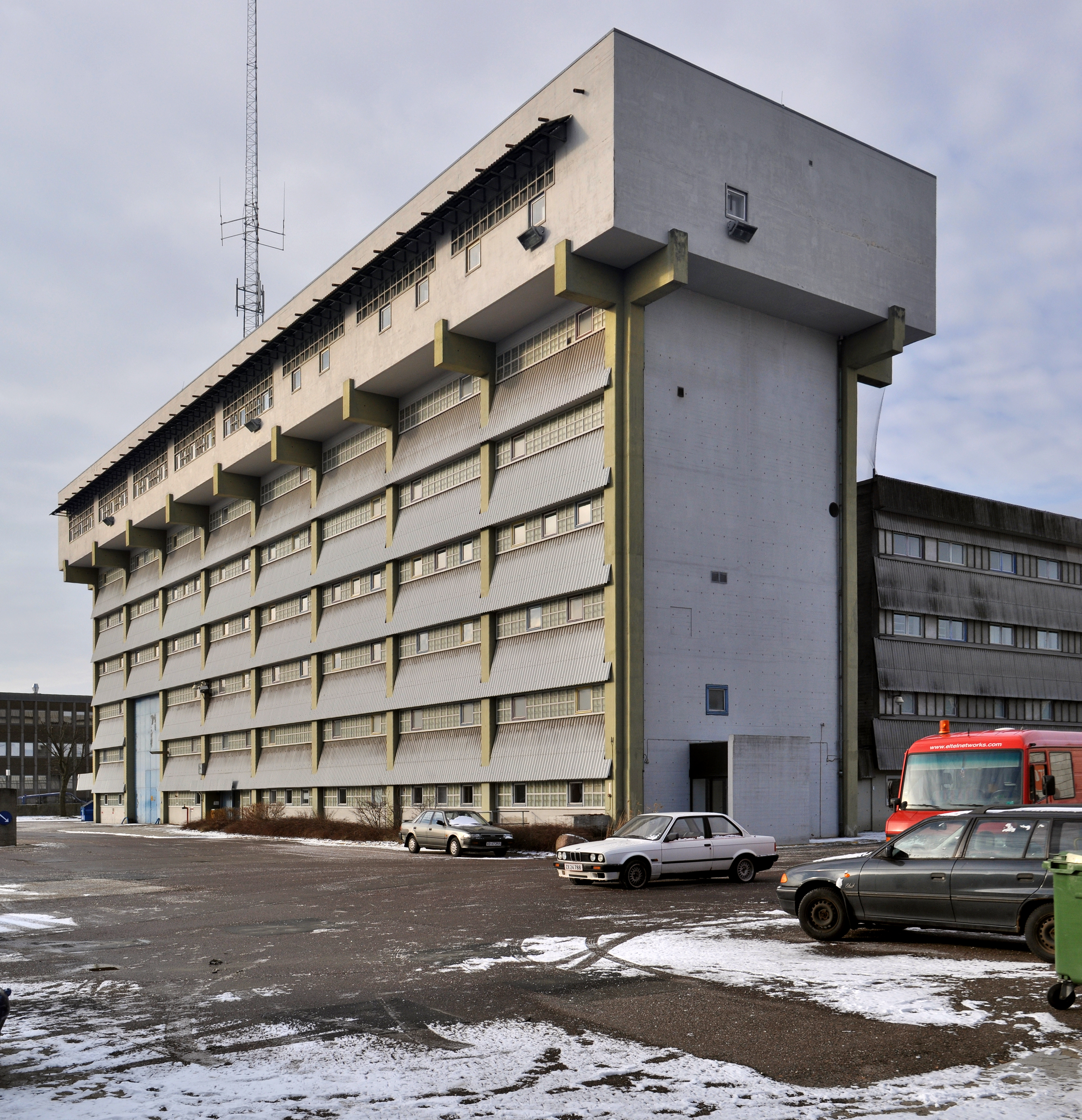
Filmowa siedziba duńskiego oddziału Banku Światowego

Gang przystępuje do realizacji planu. Benny i Kjeld spuszczają prawie całe paliwo z baku samochodu, którym porusza się po przyjeździe z Malmö Hallandsen, a Egon pozoruje napad na bank na drodze jego przejazdu. Samochód Hallandsena unieruchamia się wśród tłumu policjantów, a Egon bezkarnie zabiera z jego samochodu czerwoną walizkę z pieniędzmi, co widzi bezsilny Hallandsen. Gang ukrywa walizkę w skrytce bagażowej na dworcu, by przeczekać kilka dni, aby policja ustaliła, że nie zginęły żadne pieniądze. W międzyczasie Yvonne zapisuje się na kurs prawa jazdy i odbywa niebezpieczne jazdy po mieście.
Hansen - dawny konkurent Egona otrzymuje zlecenie na zlikwidowanie go. Razem z osiłkiem Bøffenem porywają Egona z ulicy, zabierają mu wyjętą ze skrytki walizkę z gotówką i wywożą na odludzie. Tam zamykają go w piwnicy. Hansen odwozi walizkę Holmowi Hansenowi Jr. Na pomoc Egonowi przybywają Kjeld i Benny, który z „pomocą” Bøffena również ląduje w piwnicy, dołączając do Egona. Szczęśliwie na wolności jest jeszcze Kjeld, który ich uwalnia, unieszkodliwiając huśtającego się w fotelu bujanym Bøffena. Hansen z osiłkiem Bøffenem próbują następnie podłożyć Egonowi bombę, jednak nie udaje im się, ponieważ gang Olsena uciekając przed policją zabiera furgonetkę Hansena. Nie mają pojęcia, że w części towarowej samochodu siedzi Bøffen z bombą. Bøffen na wybojach wypada z furgonetki, która chwilę później eksploduje, szczęśliwie już po opuszczeniu jej przez gang.
Egon w końcu przekonuje się do Georga i włącza go do akcji. Okazuje się, że Holm Hansen zdeponował pieniądze i dokumenty w kopenhaskim oddziale Banku Światowego, do którego podstępem przez bramę wjazdową dostaje się gang. Odwracają uwagę strażnika w bramie, podrzucając mu paczkę banknotów, wewnątrz której zamiast banknotów są jednak kawałki pociętej gazety. W budynku wydobywają z sejfu czerwoną walizkę i walizkę z dokumentami, a następnie Egon otwiera potężne drzwi pancerne, by gang mógł się wydostać. Georg czekając w garażu podziemnym sąsiedniego budynku, korzystając z urządzeń elektronicznych, z trudem zdalnie zakłóca system monitoringu banku i odblokowuje wrota do garażu. Grupa ucieka jego citroënem i przyjeżdża pod dom Jensenów. Tam Bøffen oraz Hansen ogłuszają i ponownie porywają Egona, zabierając citroëna z siedzącym wewnątrz Georgiem z czerwoną walizką. Reszta gangu Olsena i Yvonne ruszają samochodem nauki jazdy w pogoń za citroënem. Szaleńczy pościg kończy się na terenie zakładu przemysłowego, który oba samochody demolują.
Po odzyskaniu walizki Benny i Kjeld udają się do pralni samoobsługowej. Przejeżdżający policjanci interesują się zaparkowanym przy pralni ich skrajnie zaniedbanym chevroletem. W panice Benny i Kjeld chowają dolary do pralki i uciekają. Po odjeździe policji wracają do pralni, gdzie Yvonne właśnie wyprała banknoty, które zamieniły się w zielone grudki. Na koniec okazuje się, że masło leżące w wagonach kolejowych topi się, a sfrustrowany Egon przyznaje się do rabunku z Banku Światowego i wraca do swojego „starego” więzienia.

## Obsada
- Ove Sprogøe - Egon Olsen
- Morten Grunwald - Benny Frandsen
- Poul Bundgaard - Kjeld Jensen
- Kirsten Walther - Yvonne Jensen, żona Kjelda
- Claus Ryskjær - Georg, siostrzeniec Yvonne
- Axel Strøbye - detektyw Jensen
- Dick Kaysø - policjant Holm
- Bjørn Watt Boolsen - J.M.R. Holm Hansen Jr.
- Alf Andersen - Hallandsen
- Paul Hagen - Archibald Hansen, szef Bøffena
- Ove Verner Hansen - osiłek Bøffen
- Holger Juul Hansen - Larsen, instruktor w szkole jazdy
- Ole Andreasen - spiker w telewizji
- Karl Stegger - strażnik
- Arthur Jensen - strażnik
- Pouel Kern - strażnik
- Birger Jensen - strażnik
- Ejner Federspiel - strażnik